# Marius Constant
Marius Constant (Bucarest, 7 de febrer de 1925 — París, 15 de maig de 2004) va ser un compositor i director d'orquestra romanès naturalitzat francès. Va estudiar als conservatoris de Bucarest i París i va ampliar la seva formació al costat d'Olivier Messiaen, Nadia Boulanger i Arthur Honegger. El 1963 fundà el grup “Ars Nova”, dedicat a la interpretació de música contemporània.

## Obres
- 24 Préludes (1958)
- 14 Stations (1970)
- Cyrano de Bergerac (ballet, estrenat el 1958) amb coreografia de Roland Petit i com a figura de ballet Renée Jeanmaire.[2]